# Pepe Rodríguez (entrenador)
José Luis Rodríguez González (nacido en Gerona, Cataluña, España, el 29 de mayo de 1962) es un entrenador de baloncesto español ayudante en el UCAM Murcia de liga ACB. Actualmente ejerce de primer entrenador del Senior Femenino de UCAM Murcia. Importó de Stanford el uso de la silla en los tiempos muertos.

## Clubs
- 1991-92: Valvi Girona. Entrenador en las categorías inferiores.
- 1992-93: Valvi Girona. Segundo entrenador ayudante de Alfred Julbe.

Segundo entrenador ayudante de Alfred Julbe.
- 1993-94: Valvi Girona
- 1994-95: Stanford University (NCAA). Entrenador ayudante de Mike Montgomery.
- 1995-96: Gandía Basket Athletic (Liga EBA)
- 1996-97: Melilla Baloncesto (LEB)
- 1997-98: Gijón Baloncesto (LEB). El 20/01/98 se hace cargo del equipo sustituyendo a Vicente Charro.
- 1998-1999: Melilla Baloncesto (LEB)
- 1999-2000: Melilla Baloncesto (LEB)
- 2000-01: CB Murcia (LEB)
- 2001-02: CB Murcia (LEB). El 06/02/2002 es cesado y sustituido por José María Oleart.
- 2002-03: Melilla Baloncesto (LEB)
- 2003-04: AD Ovarense Ovar (Portugal)
- 2005: Lucentum Alicante
- 2006: CB Ciudad de Huelva
- 2008-2009: Gandía Basket Athletic. Sustituye a Isma Cantó Torres.
- 2010-2011: Club Baloncesto Breogán.(LEB)
- 2013-presente: Entrenador ayudante en UCAM Murcia.